# Incendio de vetas de carbón

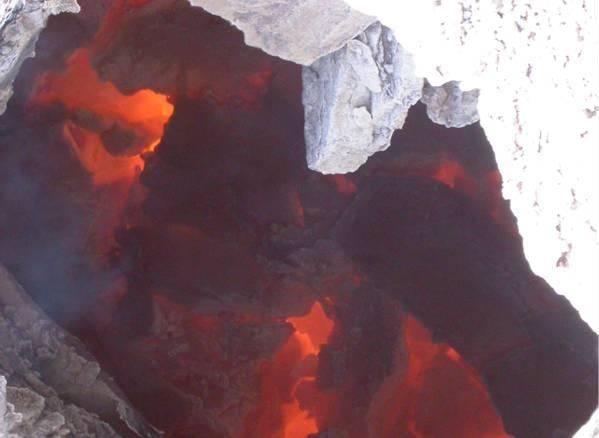
Incendio de una veta de carbón en China

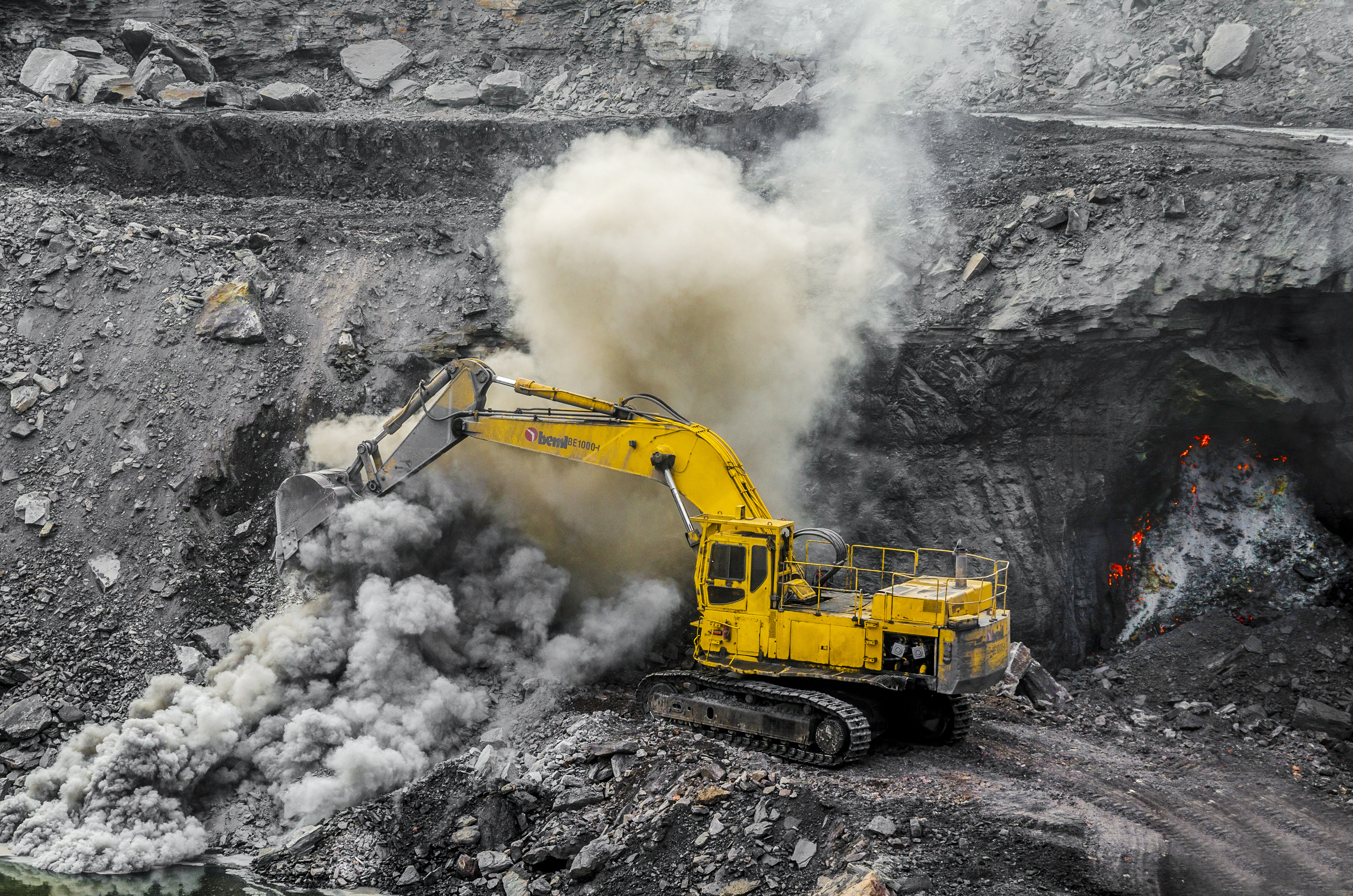
La minería a cielo abierto continúa cerca de un incendio en el yacimiento de carbón de Jharia, en la India

El incendio de vetas de carbón es un fenómeno que consiste en la combustión de un afloramiento superficial o subterráneo de carbón. La mayoría de los incendios de vetas de carbón exhiben combustión latente, (en particular, los incendios subterráneos), debido a la disponibilidad limitada de oxígeno atmosférico. Los casos de incendios de vetas de carbón en la Tierra se remontan a varios millones de años. Debido al aislamiento térmico y a que la corteza evita la extinción del fuego por el efecto de la lluvia o de la nieve, son los incendios más persistentes de la Tierra y pueden arder durante miles de años, como en el caso del monte Wingen en Australia. Los incendios de vetas de carbón pueden encenderse por autocalentamiento debido a la oxidación a baja temperatura, rayos, incendios forestales e incluso incendios provocados por el hombre. Los incendios de vetas de carbón han ido moldeando lentamente la litosfera y cambiando la atmósfera, pero este ritmo se ha vuelto más rápido y extenso en los tiempos modernos debido al auge de la minería.
Los incendios de carbón son un peligro grave para la salud y la seguridad de la población, ya que afectan al medio ambiente al liberar gases tóxicos; pueden provocar la quema de pastos y matorrales o generar incendios forestales; y también pueden provocar el hundimiento de infraestructuras superficiales, como carreteras, tuberías, líneas eléctricas, soportes de puentes, edificios y viviendas. Ya sea porque los inicien los humanos o sean debidos a causas naturales, los incendios pueden prolongarse durante décadas o incluso durante siglos, hasta que se agota la fuente de combustible; se intercepta una capa freática permanente; la profundidad de la quema se vuelve mayor que la capacidad del suelo para hundirse y las llamas se quedan sin ventilación; o se produce una intervención humana. Debido a que se queman bajo tierra, los incendios de vetas de carbón son extremadamente difíciles y costosos de extinguir, y es poco probable que las lluvias los apaguen. Existen fuertes similitudes entre los incendios de carbón y la combustión en las turberas.
En todo el mundo, miles de fuegos subterráneos de carbón arden en cualquier momento. El problema es más agudo en las naciones industrializadas ricas en carbón, como China. Se estima que las emisiones globales de los incendios de carbón hacen que 40 toneladas de mercurio pasen a la atmósfera anualmente, y representan el tres por ciento de las emisiones anuales de CO2 en el mundo.

## Orígenes

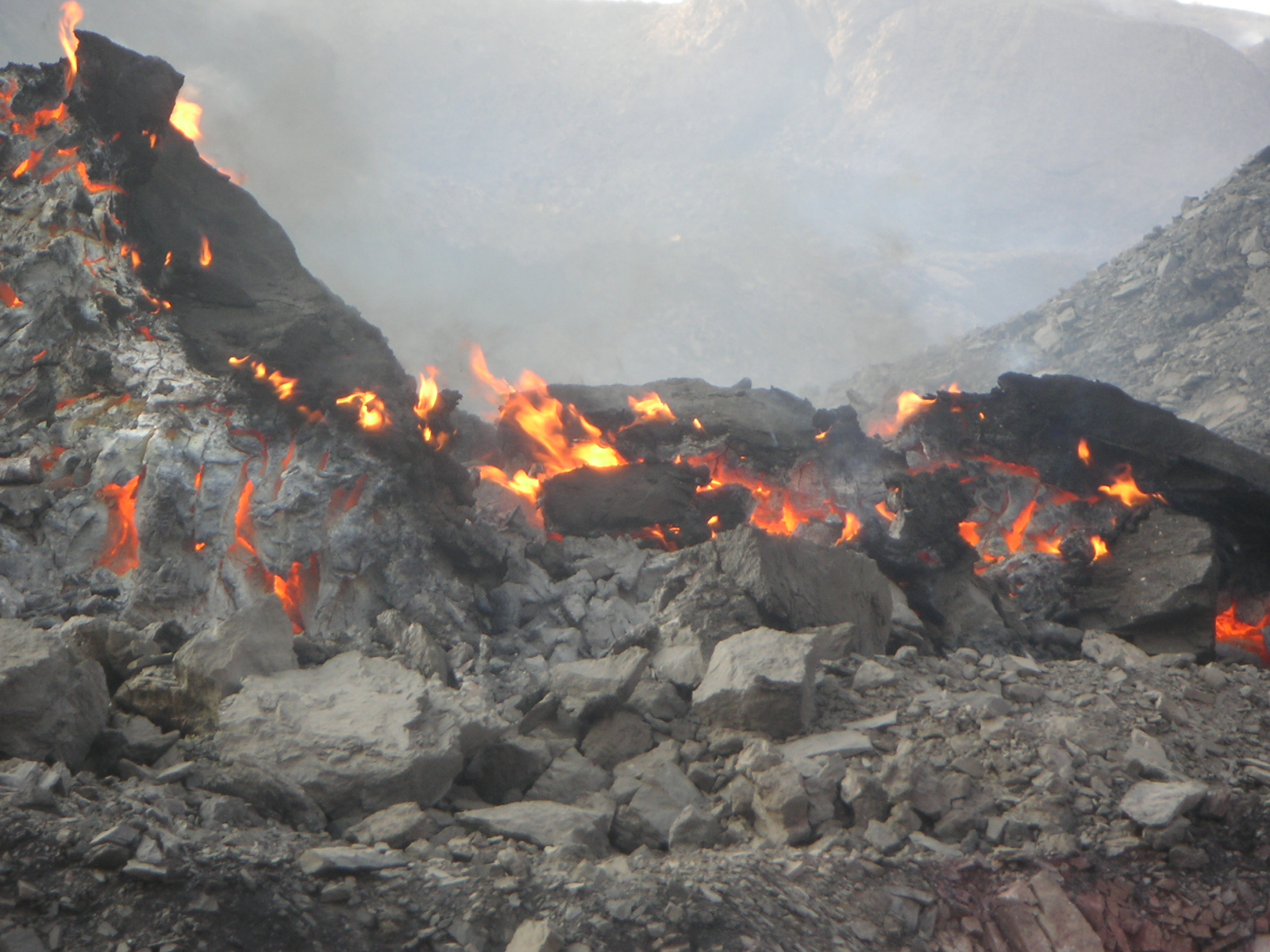
Fuego en la superficie, Sinkiang, 2002

Los incendios de vetas de carbón se pueden dividir en incendios cercanos a la superficie, en los que el mineral alcanza la superficie y el oxígeno necesario para su ignición proviene de la atmósfera, y los incendios en minas subterráneas profundas, donde el oxígeno proviene de la ventilación.
Los incendios en las minas pueden comenzar como resultado de un accidente industrial, generalmente con una explosión de gas. Históricamente, algunos incendios de minas se iniciaron cuando las autoridades paralizaron alguna explotación ilegal, generalmente haciendo explotar la mina. Muchos incendios mineros recientes comenzaron por personas que quemaron basura en vertederos cercanos a minas de carbón abandonadas, incluido el muy publicitado incendio de Centralia, que ha estado ardiendo desde 1962. De los cientos de incendios de minas registrados en los Estados Unidos, la mayoría se encuentran en el estado de Pensilvania.
Algunos incendios en las vetas de carbón son fenómenos naturales. Por ejemplo, algunos tipos de carbón pueden auto incendiarse a temperaturas tan bajas como 40 °C (104 °F), como en el caso del lignito en las condiciones adecuadas de humedad y tamaño de grano. El fuego suele comenzar uno o dos pies dentro del carbón, a una profundidad en la que la permeabilidad del material permite la entrada de aire pero en la que la ventilación no elimina el calor que se genera. El autoencendido era un problema reconocido en la época de los barcos de vapor. Una fuente bien conocida de incendios en la minería es la irrupción en una cavidad con gas metano a alta presión, que al liberarse, puede generar una chispa de electricidad estática capaz de encender el gas y provocar una explosión y el incendio del carbón. La misma problemática de la electricidad estática en los gases es bien conocida en las bodegas de los barcos, donde se debe tener un cuidado especial para garantizar que no se produzcan tales chispas estáticas.
Dos factores básicos determinan si se produce o no una combustión espontánea: la temperatura ambiente, y el tamaño del grano:
- Cuanto más alta es la temperatura ambiente, más rápidamente se producen las reacciones de oxidación.
- El tamaño de grano y la estructura determinan la superficie del material combustible. La cinética del incendio está limitada por la disponibilidad del reactivo, que en este caso es el carbono expuesto al oxígeno.

Los incendios forestales (causados por rayos u otros fenómenos) pueden encender el carbón situado cerca de la superficie o a la entrada de una mina, y el fuego en forma de combustión latente puede propagarse a través de la veta, creando un hundimiento que puede abrir más vetas al oxígeno y generar futuros incendios forestales cuando  el fuego surge a la superficie. Los afloramientos prehistóricos de clinker en el oeste americano son el resultado de incendios de carbón prehistóricos que dejaron un residuo que resiste la erosión mejor que la matriz, dejando formaciones geomorfológicas características como farallones y mesas. Se estima que el monte Wingen de Australia, el incendio de carbón más antiguo que se conoce, ha ardido durante 6.000 años.
A nivel mundial, miles de incendios de minas inextinguibles están ardiendo, especialmente en China, donde la pobreza, la falta de regulaciones gubernamentales y el desarrollo descontrolado se combinan para crear un desastre ambiental. La minería a cielo abierto moderna expone vetas de carbón humeantes al aire, revitalizando las llamas.
La población rural en las regiones carboníferas de China a menudo extrae carbón para uso doméstico, abandonando los pozos cuando se vuelven demasiado profundos, dejando polvo de carbón altamente combustible expuesto al aire. El uso de imágenes satelitales para localizar los incendios de carbón en China resultó en el descubrimiento de numerosos incendios previamente desconocidos. El fuego de carbón más antiguo de China está en Baijigou (en Dawukou de Shizuishan, Ningxia) y se dice que ha estado ardiendo desde la época de la dinastía Qing (antes de 1912).

## Detección

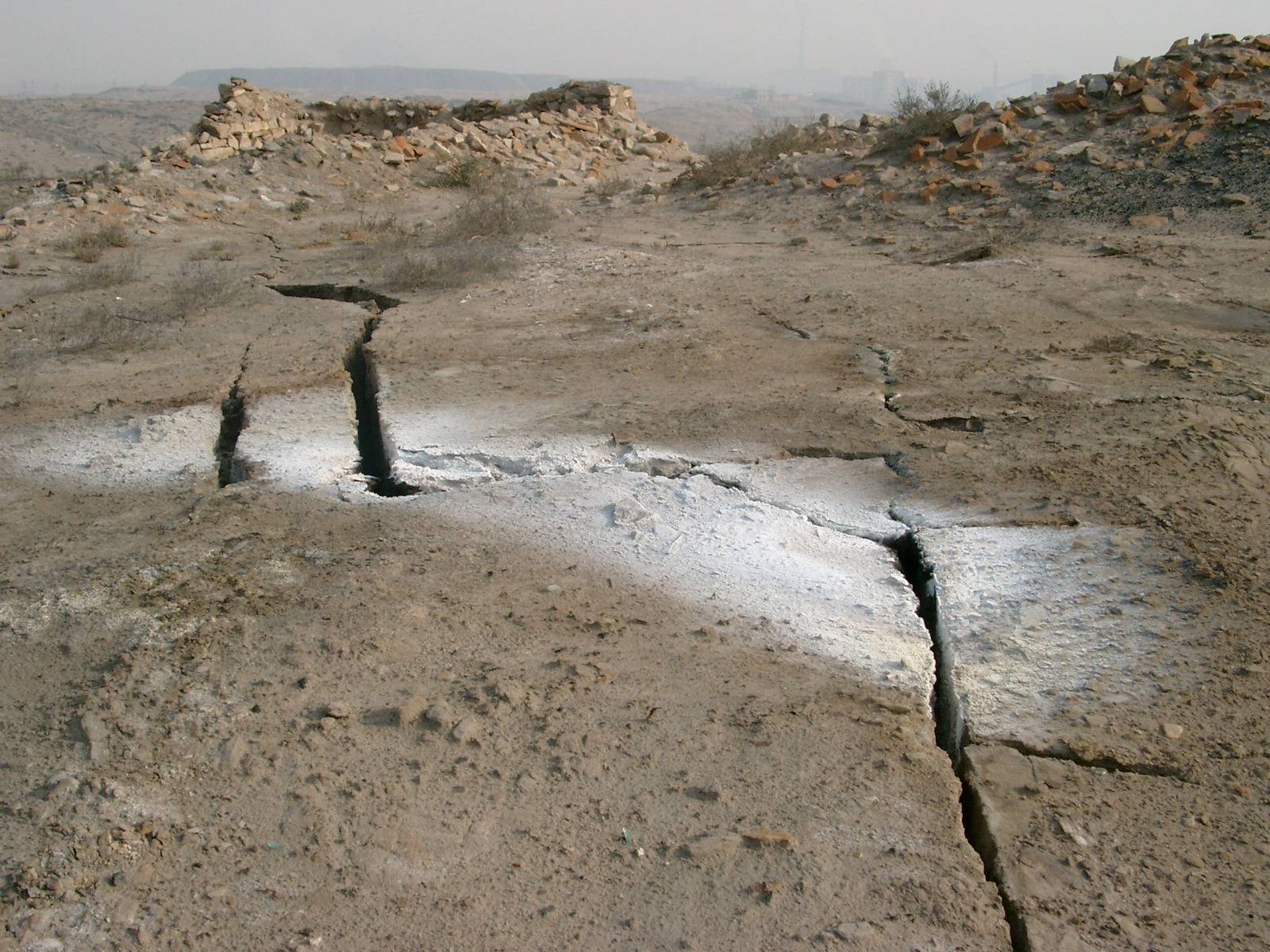
El efecto del fuego de carbón subterráneo visible en la superficie

Antes de intentar extinguir un incendio de vetas de carbón cerca de la superficie, se debe determinar su ubicación y extensión subterránea con la mayor precisión posible. Además de estudiar el contexto geográfico, geológico y de infraestructura, se puede obtener información a partir de mediciones directas. Éstas incluyen:
- Mediciones de temperatura de la superficie terrestre, en fisuras y sondeos, por ejemplo usando pirómetros.
- Mediciones de gas para caracterizar el sistema de ventilación contra incendios (cantidad y velocidad) y la composición del gas, de modo que se puedan describir las reacciones de combustión.
- Mediciones geofísicas en tierra y desde aeronaves para establecer el alcance de la conductividad u otros parámetros subterráneos. Por ejemplo, las mediciones de conductividad determinan los cambios de humedad cerca del fuego; medir el magnetismo puede determinar cambios en las características magnéticas de la roca adyacente causados por el calor.
- Teledetección desde aeronaves y satélites. El cartografiado óptico de alta resolución, las imágenes térmicas y los datos hiperespectrales juegan un papel importante. Los incendios subterráneos de carbón de varios cientos a más de mil grados centígrados pueden elevar la temperatura de la superficie solo unos pocos grados. Este orden de magnitud es similar a la diferencia de temperatura entre las laderas iluminadas por el sol y las que están a la sombra de un montón de escoria o de una duna de arena. El equipo de detección de infrarrojos puede rastrear la ubicación del fuego a medida que el fuego calienta el suelo por igual en grandes zonas.[11] Sin embargo, las técnicas de detección remota no pueden distinguir los incendios individuales que se queman cerca unos de otros y, a menudo, conducen a una subestimación de los incendios reales.[12] También pueden tener algunas dificultades para distinguir los incendios de vetas de carbón de los incendios forestales. La combinación de los datos obtenidos in situ con los datos de teledetección permite monitorizar la intensidad de los incendios de carbón mediante análisis durante períodos más largos de tiempo.[13]

Las minas de carbón subterráneas pueden equiparse con sistemas de sensores instalados permanentemente, que transmiten en tiempo real mediciones de presión, temperatura, flujo de aire y composición del gas al personal de seguridad, brindándole una advertencia temprana de cualquier posible problema.

## Impacto ambiental

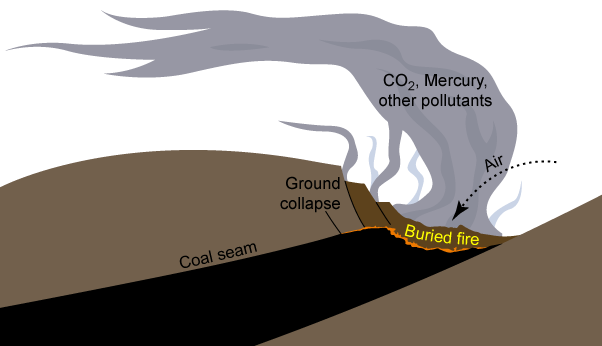
Fuego de una veta de carbón

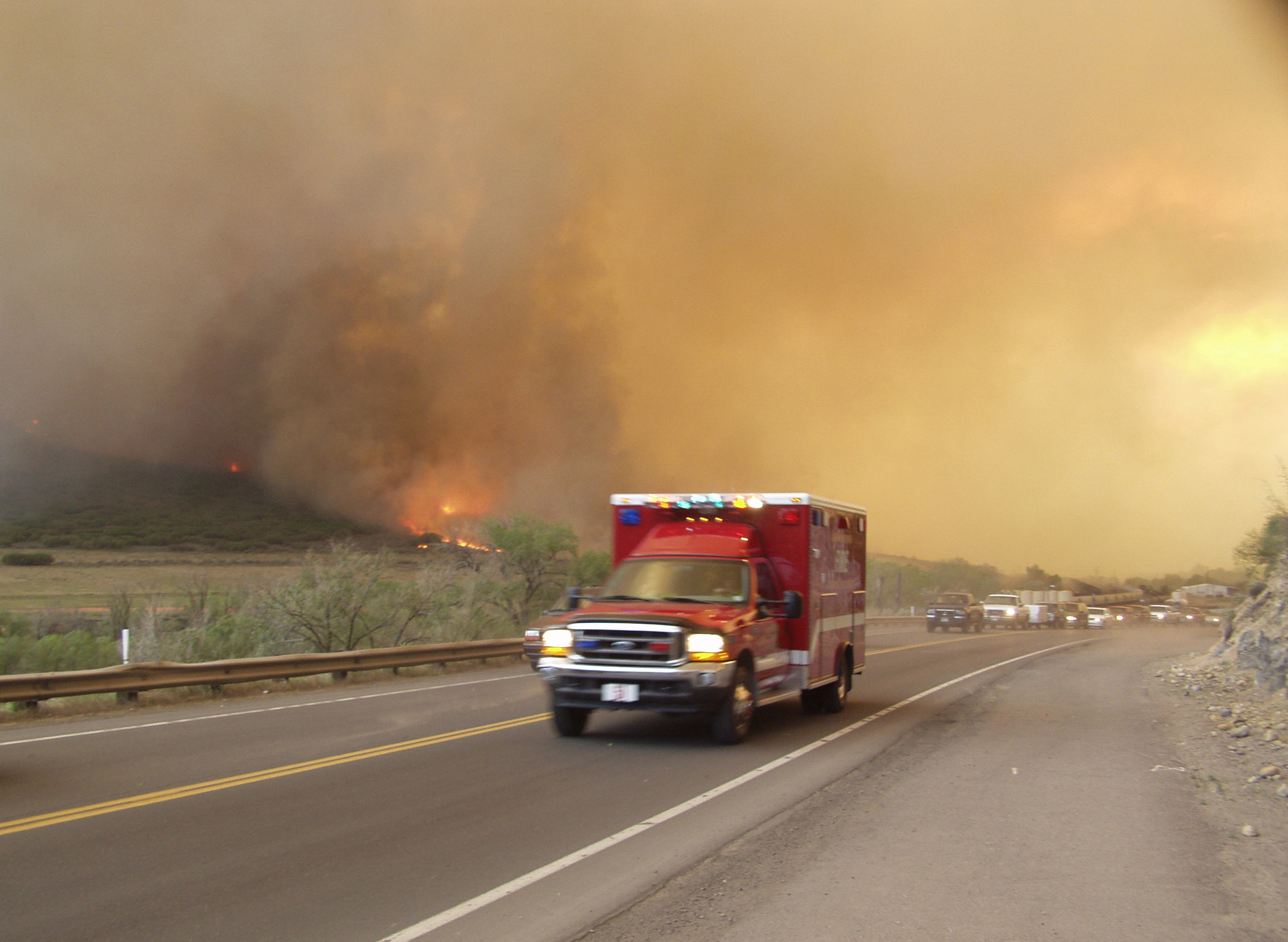
Evacuación de los residentes de West Glenwood, Glenwood Springs, 2002

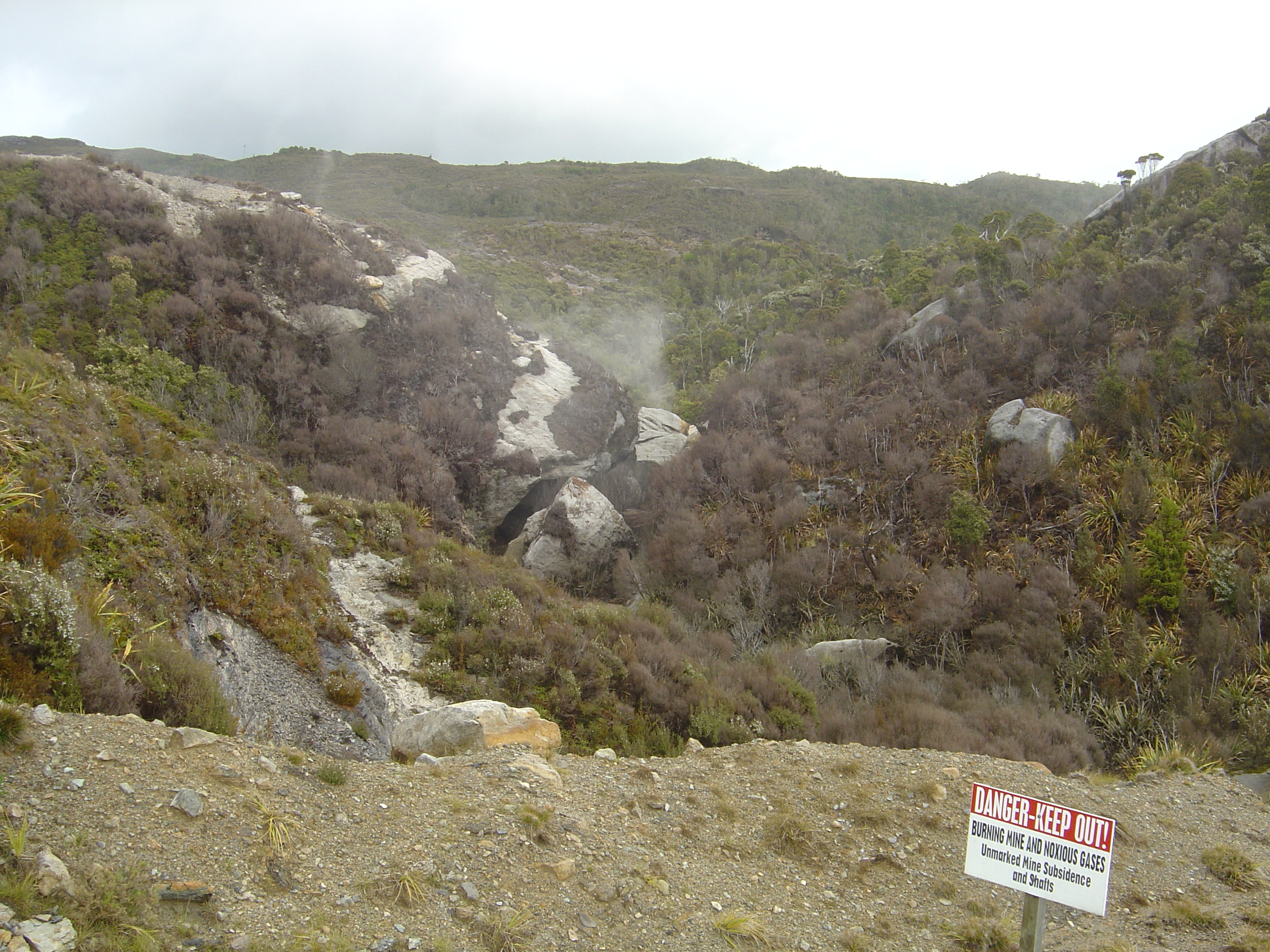
Un incendio en una veta de carbón cerca de Denniston (Nueva Zelanda)

Además de la destrucción de las áreas afectadas, los incendios de carbón a menudo emiten gases tóxicos, incluidos monóxido de carbono y dióxido de azufre. Los incendios de carbón de China, que consumen entre 20 y 200 millones de toneladas de carbón al año, representan hasta el 1 por ciento de las emisiones globales de dióxido de carbono atribuidas a los combustibles fósiles.
Uno de los cambios más visibles es la aparición de fenómenos de subsidencia en el terreno. Otro efecto ambiental local puede incluir la presencia de plantas o animales que se ven favorecidos por la combustión del carbón. La prevalencia de plantas no autóctonas puede depender de la duración del incendio y del tamaño del área afectada. Por ejemplo, cerca de un incendio de carbón en Alemania, se identificaron muchos insectos y arañas mediterráneos en una región con inviernos fríos, y se cree que las temperaturas elevadas del suelo situado por encima de los incendios permitieron su supervivencia.

## Extinción de incendios de carbón
Para prosperar, un incendio requiere combustible, oxígeno y calor. Dado que es muy difícil acceder directamente a las zonas del subsuelo incendiadas, la lucha contra el fuego implica encontrar una metodología adecuada que aborde la interacción del combustible y el oxígeno para el incendio específico en cuestión. Un incendio puede aislarse de su fuente de combustible, por ejemplo, mediante cortafuegos o barreras ignífugas. Muchos fuegos, particularmente aquellos en pendientes empinadas, se pueden excavar por completo. En el caso de incendios de vetas de carbón cerca de la superficie, la entrada de oxígeno en el aire se puede interrumpir cubriendo el área o instalando barreras herméticas a la entrada de aire. Otra posibilidad es impedir la salida de los gases de combustión para que el fuego sea extinguido por sus propios gases de escape. La energía se puede eliminar mediante enfriamiento, generalmente mediante la inyección de grandes cantidades de agua. Sin embargo, si cualquier resto de carbón seco absorbe agua, el calor resultante de la absorción puede conducir a que se vuelva a encender un fuego una vez apagado a medida que el área se seca. En consecuencia, se debe eliminar más energía de la que genera el fuego. En la práctica, estos métodos se combinan y cada caso depende de los recursos disponibles. Esto es especialmente cierto para el agua, por ejemplo en regiones áridas, y para el material de cobertura, como loess o arcilla, para evitar el contacto con la atmósfera.
La extinción de incendios subterráneos de carbón, que a veces superan los 540 °C (1.000 °F), es muy peligrosa y costosa.
Los incendios de vetas de carbón cercanas a la superficie se extinguen de forma rutinaria en China, siguiendo un método estándar que consiste básicamente en las siguientes fases:
- Alisado de la superficie por encima del fuego con equipo pesado para que sea apto para el tráfico.
- Perforación de agujeros en la zona de fuego con una separación de unos 20 m hasta la fuente del fuego, siguiendo una cuadrícula regular.
- Inyectar agua o lodo en los pozos a largo plazo, por lo general de 1 a 2 años.
- Cubrir toda el área con una capa impermeable de aproximadamente 1 m de espesor, por ejemplo, de loess.
- Plantar vegetación en la medida en la que el clima lo permita.

Se están realizando esfuerzos para perfeccionar este método, por ejemplo, con aditivos para el agua de extinción o con agentes extintores alternativos.
Los incendios subterráneos de vetas de carbón se extinguen habitualmente mediante la inertización a través del personal de rescate minero. Con este fin se aísla el área afectada mediante la construcción de barreras en las galerías. Luego se introduce un gas inerte, generalmente nitrógeno, generalmente haciendo uso de las tuberías disponibles.
En 2004, el gobierno chino afirmó haber logrado extinguir el incendio de una mina de carbón cerca de Urumqi, en la provincia Sinkiang, que había estado ardiendo desde 1874. Sin embargo, un artículo de la revista Time de marzo de 2008 cita al investigador Steven Q. Andrews afirmando que: “Decidí ir a ver cómo se apagaba, y se veían llamas y todo aquello seguía ardiendo. … En China dijeron que estaba apagado, ¿y quién puede decir lo contrario?”.
En Polonia se desarrolló un equipo que emplea un motor a reacción, conocido como Gorniczy Agregat Gasniczy (GAG), que se ha utilizado con éxito para combatir incendios de carbón y evacuar el gas grisú de las minas.

## Investigación actual y nuevos desarrollos en la extinción de incendios
La revista Time informó en julio de 2010 que estaban comenzando a llegar al mercado alternativas menos costosas para extinguir incendios de vetas de carbón, incluidas lechadas de sellado resistentes al calor y espumas de nitrógeno para sofocar incendios, con otras soluciones innovadoras en camino.

## Lista de incendios de minas
A continuación se enumeran algunos de los incendios de minas más notables en todo el mundo.

### Australia
- Monte Wingen: una veta de carbón subterránea de combustión lenta, de origen natural.
- Incendio de Hill End Colliery: un fuego en una veta de carbón en Cessnock (Nueva Gales del Sur), que se desencadenó en agosto de 1930 y probablemente ardió hasta junio de 1949.
- Mina de carbón de Blair Athol: situada cerca de Clermont (Queensland), ha sido el escenario de varios incendios, uno de los cuales ardió bajo tierra durante 54 años.
- Morwell (Victoria): la mina a cielo abierto de Great Morwell se incendió en marzo de 1902 y ardió durante más de un mes. Se extinguió al desviar el curso del cercano río Morwell con explosivos para inundar la mina. Se descubrió que el incendio fue causado por un sabotaje con bombas incendiarias.[16][17]
- Central térmica de Hazelwood: un frente de carbón de 2 km en la mina a cielo abierto de Hazelwood fue incendiado por un fuego forestal en octubre de 2006[18] y nuevamente en febrero de 2014.[19] Miles de residentes se vieron afectados por el incendio en la mina de carbón Hazelwood en 2014, ardiendo durante 45 días y enviando humo a través de la comunidad de Morwell en Victoria.[20] El gobierno aconsejó a los grupos vulnerables de personas en South Morwell que se reubiquen temporalmente debido al peligro de las partículas PM2.5. En mayo de 2020, Hazelwood Power Corporation recibió una multa de $ 1,56 millones por infracciones de seguridad y salud ocupacional asociadas con el incendio.[21]

### Canadá
- Elkford (Columbia Británica)[22]
- Merritt (Columbia Británica)
- Carmacks
- Smoking Hills, Territorios del Noroeste

### China
En China, el mayor productor mundial de carbón (con una producción anual de alrededor de 2500 millones de toneladas), los incendios de vetas de carbón son un problema grave. Se ha estimado que entre 10 y 200 millones de toneladas de carbón se queman inútilmente al año y que la misma cantidad vuelve a ser inaccesible para la minería. Los incendios de carbón se extienden sobre un cinturón que abarca todo el norte de China, por lo que se enumeran más de cien áreas de incendios importantes, cada una de las cuales contiene muchas zonas de incendios individuales. Se concentran en las provincias de Sinkiang, Mongolia Interior y Ningxia. Además de las pérdidas por carbón quemado e inaccesible, estos incendios contribuyen a aumentar la contaminación atmosférica y aumentan considerablemente los niveles de gases de efecto invernadero y, por lo tanto, se han convertido en un problema que ha suscitado la atención internacional.

### Francia

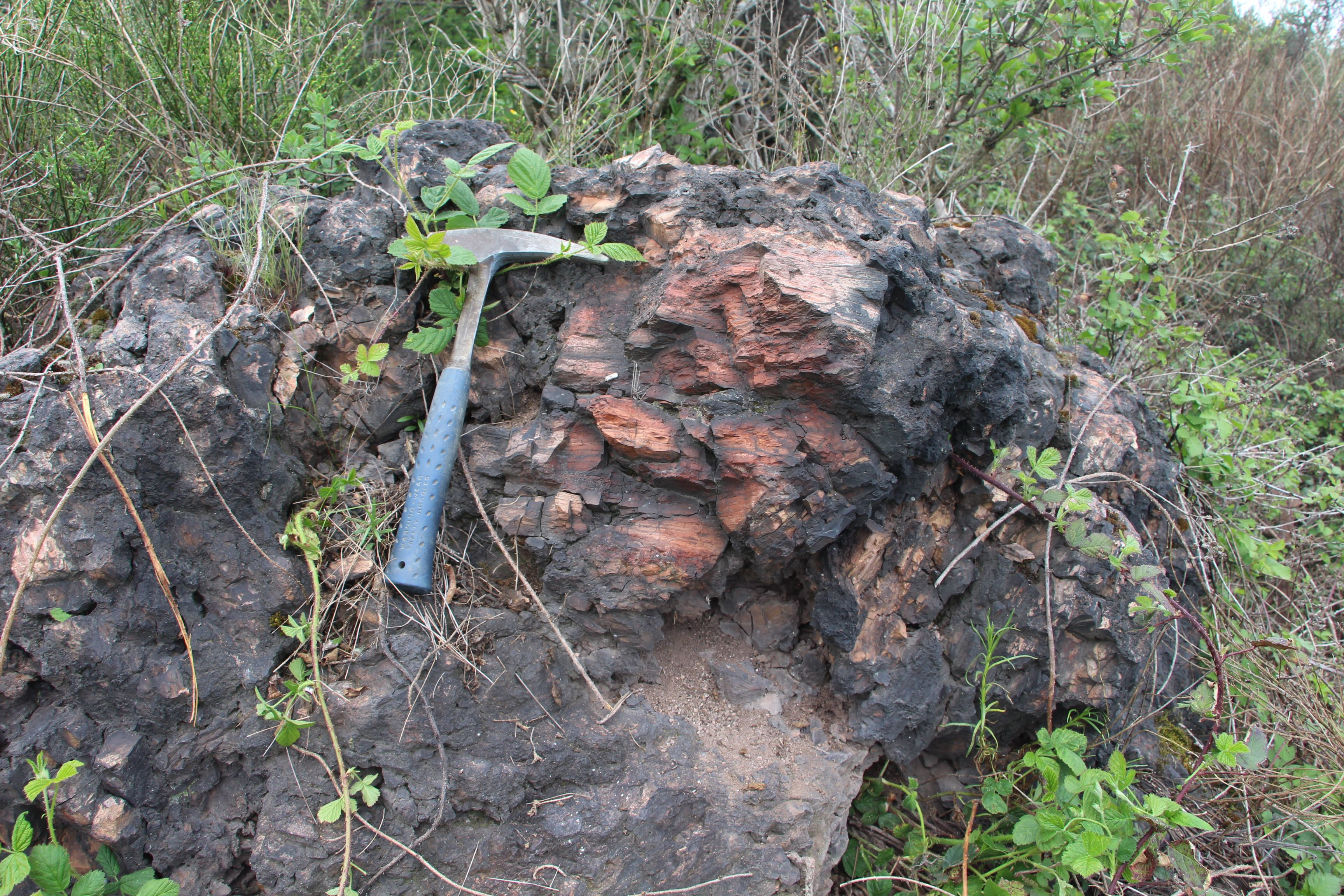
Afloramientos de rocas pirometamórficas (porcelanitas) de los incendios de vetas de carbón del en Mont Salson, Saint-Etienne, Francia

En la cuenca carbonífera de Saint-Etienne, se han descrito tres colinas ardientes (montagnes de feu) en el siglo XVII alrededor de la ciudad de Saint-Etienne. Se informó que algunos de estos incendios se mantuvieron durante tres siglos, extinguiéndose en 1785. Estas antiguas colinas en llamas corresponden hoy al Mont Salson, Bois d'Avaize en Saint-Etienne y la colline du Brûlé en la Ricamarie. Los afloramientos de rocas pirometamórficas generadas por los incendios de las vetas de carbón todavía son visibles en dos de las tres colinas (Mont Salson y Bois d'Avaize).

### Alemania
En Planitz, ahora parte de la ciudad de Zwickau, una veta de carbón que había estado ardiendo desde 1476 solo se apagó en 1860. En Dudweiler, en la región del Sarre, un fuego de veta de carbón se encendió alrededor de 1668 y todavía está ardiendo. Conocida como la Montaña Ardiente ("Brennender Berg"), pronto se convirtió en una atracción turística e incluso fue visitada por Johann Wolfgang von Goethe. También es bien conocido el llamado Stinksteinwand (muro de piedra apestosa) en Schwalbenthal, en la ladera este del Hoher Meissner, donde se localizan incendios a través de varias grietas del terreno desde hace siglos después de que cesara la extracción de carbón de lignito. El gas de la combustión sigue llegando a la superficie.

### India
En la India, en el año 2010, se localizaban 68 incendios activos debajo de una región de 150,2 km² donde se encuentra el yacimiento de carbón de Jharia, en Dhanbad (Jharkhand). Los incendios de minas comenzaron en esta región en 1916 y están destruyendo rápidamente la principal y prácticamente única fuente de carbón de coque del país.

### Indonesia
Los incendios de carbón y turba en Indonesia a menudo son provocados por incendios forestales cerca de depósitos superficiales. Es difícil determinar cuándo un incendio forestal se inicia por un incendio de vetas de carbón, o al revés.
La causa más común de incendios forestales y neblina en Indonesia es la quema intencionada de bosques con el objeto de despejar tierras para dedicarlas a plantaciones destinadas a obtener pulpa de madera, caucho y aceite de palma.
No se ha completado un recuento preciso de incendios de vetas de carbón en Indonesia, dado que solo se ha inspeccionado una fracción minúscula del país. Los mejores datos disponibles provienen de un estudio basado en la observación sistemática sobre el terreno. En 1998, se localizaron y cartografiaron un total de 125 incendios de carbón dentro de una franja de 2 kilómetros a ambos lados de un tramo de carretera de 100 kilómetros al norte de Balikpapan a Samarinda en Kalimantan Oriental, utilizando un equipo portátil de Sistema de Posicionamiento Global (GPS). Extrapolando estos datos a áreas de Borneo y Sumatra donde se localizan depósitos de carbón conocidos, se estimó que más de 250.000 incendios de vetas de carbón pueden haber estado ardiendo en Indonesia en 1998.
Las prácticas de limpieza de tierras que utilizan el fuego, a menudo iniciando incendios forestales, pueden ser la causa de los incendios de vetas de carbón en Indonesia. En 1982 y 1983, uno de los incendios forestales más grandes de este siglo asoló durante varios meses aproximadamente 5 millones de hectáreas de selva tropical de Borneo. Sin embargo, Goldammer y Seibert concluyeron que hay indicios de que ya ocurrieron incendios de vetas de carbón hace entre 13.200 y 15.000 años.
Una oleada de incendios generalmente se produce cada 3 a 5 años, cuando el clima en partes de Indonesia se vuelve excepcionalmente seco de junio a noviembre debido al fenómeno atmosférico conocido como el Niño frente a la costa oeste de América del Sur. Desde 1982, el fuego ha sido una característica recurrente en las islas de Borneo y Sumatra, quemando grandes áreas en 1987, 1991, 1994, 1997-1998, 2001 y 2004.
En octubre de 2004, el humo procedente de la quema de bosques volvió a cubrir partes sustanciales de Borneo y Sumatra, lo que interrumpió los viajes aéreos, aumentó los ingresos hospitalarios, y llegó a afectar a partes de Brunéi, Singapur y Malasia. Los afloramientos de carbón son tan comunes en Indonesia que es prácticamente seguro que los fuegos forestales provocaron nuevos incendios en las vetas de carbón.

### Nueva Zelanda
- Burnett's Face, Costa Oeste
- Strongman Mine, Costa Oeste
- Wangaloa, región de Otago[35]
- Mina de Pike River, Costa Oeste
- Área de Millerton, Mina Stockton, Costa Oeste, Isla Sur, Nueva Zelanda

### Noruega
En 1944, durante la Segunda Guerra Mundial, los marineros del acorazado alemán Tirpitz prendieron fuego a la Mina Número 2 de Longyearbyen en la isla de Svalbard, cuando el barco de guerra abandonó definitivamente las aguas costeras de Noruega. La mina continuó ardiendo durante 20 años, aunque mientras tanto se pudieron explotar algunas partes del yacimiento gracias a la reconstruida Mina Número 2b.

### Sudáfrica
- Las minas de carbón de Transvaal y Delagoa Bay, cerca de Emalahleni (anteriormente conocido como Witbank), Provincia de Mpumalanga, han estado ardiendo desde que su explotación fue abandonada en 1953.[36]

### Estados Unidos

Clínker expuesto por un desmonte realizado para un camino a través de Willow Creek Canyon, Condado de Carbón

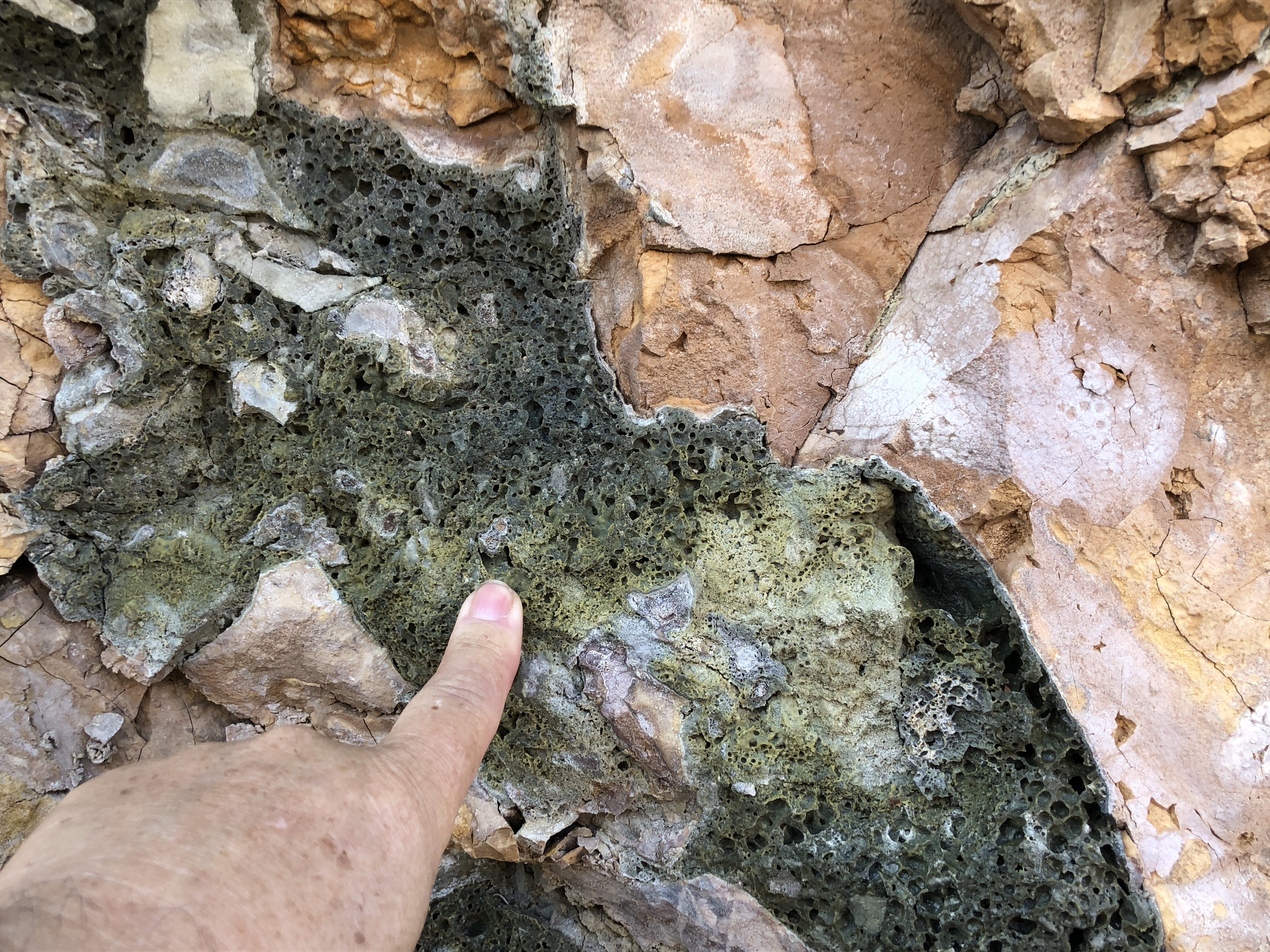
Primer plano que muestra roca fundida en un clínker

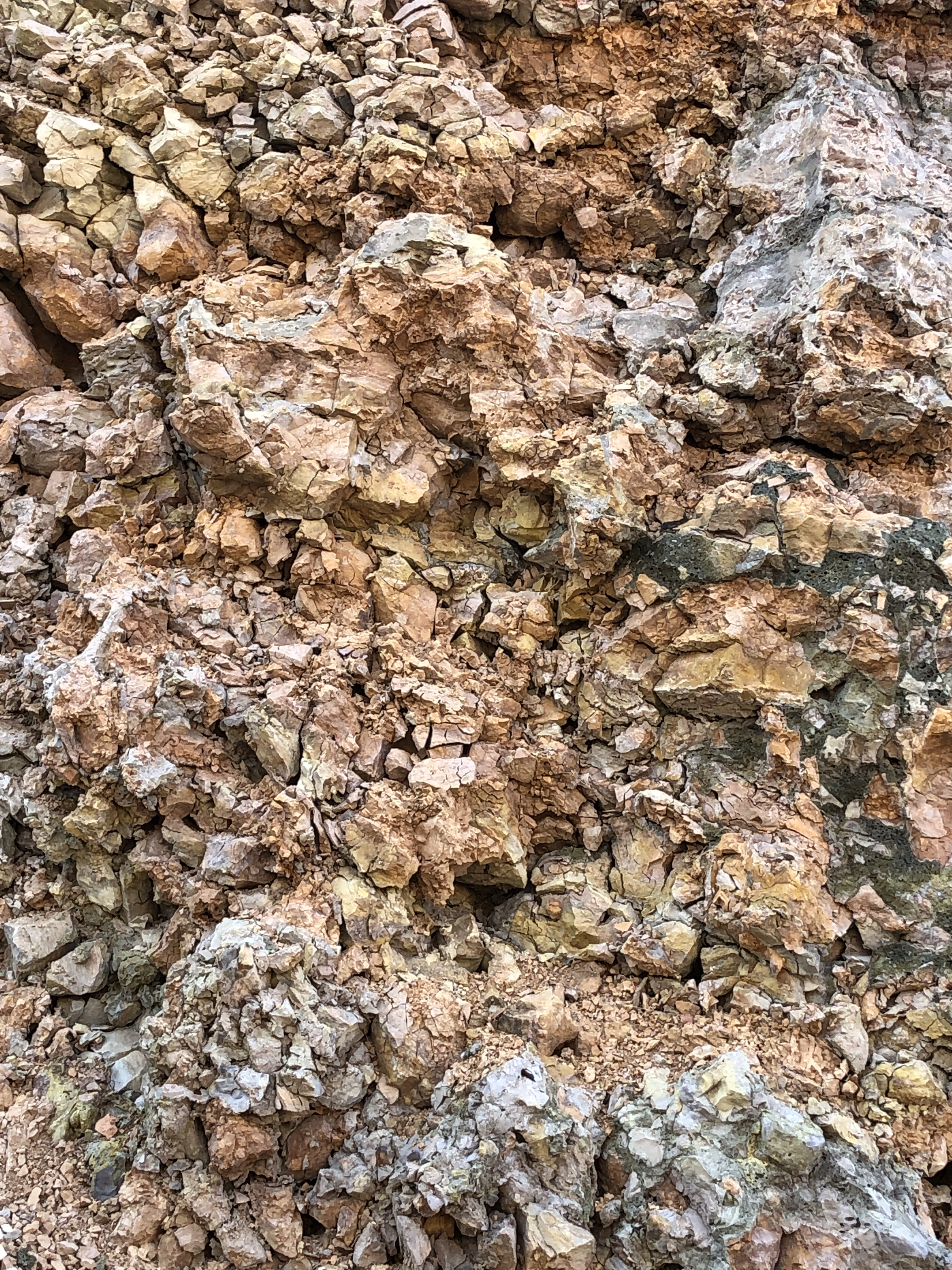
Talud con clínker en la trinchera de una carretera

Muchos yacimientos de carbón en los EE. UU. están sujetos a ignición espontánea. La Oficina de Minería de Superficie (OSM) federal mantiene una base de datos (AMLIS), que en 1999 enumeró 150 zonas carboníferas incendiadas. A mediados de 2010, según la OSM, más de 100 incendios ardían debajo de nueve estados, la mayoría de ellos en Colorado, Kentucky, Pensilvania, Utah y Virginia Occidental. Algunos geólogos señalan que muchos incendios no están notificados, por lo que su número real puede estar más cerca de 200, localizados en 21 estados.
En Pensilvania, se conocen 45 zonas de incendios, siendo el más famoso el incendio de la mina Centralia en Centralia, en la región hullera del condado de Columbia, que ha estado ardiendo desde 1962. La mina en llamas, cercana a Summit Hill, se incendió en 1859.
En Colorado, los incendios de carbón se han presentado como consecuencia de las fluctuaciones en el nivel de las aguas subterráneas, que pueden aumentar la temperatura del carbón hasta 300 °C debido al incremento de la presión, lo suficiente como para provocar que llegue a arder espontáneamente.
La cuenca del río Powder en Wyoming y Montana contiene unos 800 mil millones de toneladas de lignito, y la expedición de Lewis y Clark (1804 a 1806) ya reportó la existencia de incendios en la zona. Estos incendios han sido un fenómeno natural durante unos tres millones de años, y han contribuido a dar forma al paisaje. Por ejemplo, un área de aproximadamente 4000 kilómetros cuadrados está cubierta con clínker generado por la quema de carbón, y parte de ella se halla en el Parque nacional Theodore Roosevelt, donde se puede contemplar una vista espectacular de las escorias de carbón de un vivo color rojo en Scoria Point.
- Laurel Run (Pensilvania)[39]
- New Castle (Colorado)
- Glenwood Springs
- Lotts Creek (Kentucky)
- Ruth Mullins (Kentucky)
- Truman Shephard (Kentucky)
- New Straitsville (Ohio)
- San Toy (Ohio)
- Smoky Mountain en el Monumento Nacional Gran Escalera-Escalante (Utah)
- Sego
- Vanderbilt (Pensilvania)
- Centralia
- Carbondale (Pensilvania)
- El incendio de la veta de carbón debajo de Marshall Mesa en Boulder (Colorado), se investigó como una posible causa del incendio Marshall de 2021.[40]

## En la cultura popular
- La película de 1991 Nothing but Trouble, dirigida y coescrita por Dan Aykroyd, presenta un pueblo, Valkenvania, que tiene un fuego de carbón subterráneo que ha estado ardiendo durante décadas. El juez de la ciudad hace referencia al fuego de la mina de carbón que arde constantemente como la fuente de su odio hacia los financieros.

- En el programa de televisión Scorpion, Temporada 3, Episodio 23, el equipo Scorpion extingue un incendio subterráneo de carbón en Wyoming.